# 广信股份
安徽广信农化股份有限公司（英語：Anhui Guangxin Agrochemical Co,Ltd.；上交所：603599，简称：广信股份），是中国上海证券交易所的一家上市公司，主要从事以光气为原料的农药原药、制剂及农药中间体的研发、生产与销售，主要产品包括多菌灵、甲基硫菌灵、敌草隆、草甘膦、噁唑菌酮等。
公司前身为安徽广信农化集团有限公司，成立于2000年。2009年整体变更为股份有限公司并更为现名。2015年5月13日，在上海证券交易所挂牌交易，股票简称“广信股份”，证券代码：603599。
2022年，公司实现营业收入90.62亿元，同比增长63.29%；实现净利润23.16亿元，同比增长56.53%。